# Charles R. Boxer
Charles Ralph Boxer (Sandown, 8 marzo 1904 – St Albans, 27 aprile 2000) è stato un militare e storico britannico,  autore di 342 tra libri ed articoli riguardanti le origini e la crescita degli imperi coloniali olandesi e portoghesi in Asia, Africa e nelle Americhe. Fu anche traduttore, editore, storico e collezionista di libri rari e manoscritti che andarono a costituire la Biblioteca Boxeriana (Macao, 1937) con libri di storia marittima, militare, economica, sociale e culturale. Quella biblioteca svanì dopo la caduta di Hong Kong nel dicembre 1941 e fu da lui recuperata con successo in Giappone nel gennaio 1946. Successivamente essa divenne il nucleo di una collezione molto più ampia che alla fine vendette alla Lilly Library dell'Università dell'Indiana.

## Biografia
Nacque a Sandown, sull'Isola di Wight, l'8 marzo 1904, figlio del colonnello Hugh Edward Richard e di Jane Patterson
Fu educato presso il Wellington College e poi presso il Royal Military College di Sandhurst, venendo nominato sottotenente nel Royal Lincolnshire Regiment nel 1923 visitando poi i Paesi Bassi e il Portogallo dove imparò le rispettive lingue. Nel corso del 1926 pubblicò una prima serie di articoli sulla storia degli Imperi coloniali olandese e portoghese, che raggiunsero nel tempo la ragguardevole cifra di 342 tra articoli e libri. Il primo studio fu sulla caracca portoghese Nossa Senhora da Graça deliberatamente distrutta dal suo capitano, André Pessoa, nel porto di Nagasaki nel gennaio 1610.
Nel 1930 fu distaccato come osservatore presso nell'esercito imperiale giapponese per un periodo di tre anni, inserito di uno scambio tra ufficiali giapponesi e inglesi. Raggiunto il Giappone assegnato al 38º Reggimento fanteria di stanza a Nara, nella prefettura di Nara, e allo stesso tempo inserito nella scuola sottufficiali a Toyohashi, dove imparò la lingua giapponese. In quella data aveva già pubblicato 13 articoli sulla storia coloniale olandese e portoghese e stava preparando altri articoli per la pubblicazione, ed aveva iniziato a collezionare libri rari sugli argomenti. Nel 1933 si qualificò come interprete ufficiale di lingua giapponese, e ampliò il suo interesse per la storia dell'Impero portoghese, concentrando la sua attenzione sul primo disastroso esperimento di infiltrazione europea in Giappone e sulla sua catastrofica conclusione quando Tokugawa Ieyasu chiuse il paese all'influenza esterna negli anni dieci del XVII secolo. Mentre si trovava in territorio giapponese intraprese il tradizionale sport giapponese del kendo, diventando uno dei soli quattro cittadini britannici registrati ad averlo fatto fino a quel momento, raggiungendo il grado di nidan. Ritornò a Londra per un incarico di due anni dal 1935 al 1936 presso la sezione dell'Intelligence militare del War Office. Nel 1935 he was
invitato in Olanda dalla Royal Netherlands Geographical Society per un ciclo di due conferenze, che una volta ampliate diedero vita al suo primo libro sulla storia del Giappone: Jan Compagnie in Japan, 1600-1817: an Essay on the Cultural, Artistic and Scientific Influence exercised by the Hollanders in Japan.
Tornato a Hong Kong nel 1936, prestò servizio come ufficiale di stato maggiore di 3° grado (GSO3) con le truppe britanniche di base a Hong Kong, in Cina, come esperto di lingua giapponese. Era destinato a rimanere ad Hong Kong per i successivi nove anni, distinguendosi per abilità e competenza. Trascorreva spesso i fine settimana lavorando negli archivi di Macao raccogliendo materiale per futuri studi. Tra il 1937 e il 1941, promosso da capitano a maggiore, divenne uno dei membri chiave del Far East Combined Bureau, un'organizzazione di spionaggio britannica che si estendeva da Shanghai a Singapore. Durante le visite nei territori occupati dai giapponesi nel corso dell'invasione della in Cina, analizzò correttamente le capacità militari dell'Impero giapponese, che all'epoca erano fortemente sottostimate dagli analisti britannici,  Nel 1939 lui, e la sua prima moglie, andarono in luna di miele in Giappone, dove trascorsero tre settimane, tra giugno e luglio, apparentemente visitando Kyoto, Kōbe, Tokyo e Nikko, ma in realtà raccogliendo materiale per un rapporto di intelligence che lui preparato destinato alla circolazione tra le autorità di massimo livello.  Nel 1940, dopo la promozione a ufficiale di Stato maggiore generale di 2° grado (GSO2), la maggior parte del suo ufficio di Hong Kong fu trasferita a Singapore, lasciando lui come capo dello spionaggio dell'esercito nella colonia. A seguito del grave deterioramento delle relazioni anglo-giapponesi egli concluse che con lo scoppio di una eventuale guerra tra i due paesi il destino di Hong Kong era segnato.
Rimase gravemente ferito in azione durante la battaglia di Hong Kong l'8 dicembre 1941, divenendo prigioniero di guerra. Trascorso molti mesi in convalescenza presso un ospedale militare e venne poi trasferito al campo di prigionia di Argyle Street a Kowloon. Lì fu coinvolto in uno scambio di messaggi segreti tra i campi di prigionia e un clandestino sino-britannico. Ha anche tradotto e diffuso le notizie ottenute tramite una radio da campo costruita e gestita segretamente. I giapponesi scoprirono quelle attività ed egli fu tra gli arrestati. Venne interrogato rigorosamente, anche se non torturato, mentre alcuni dei suoi compagni furono giustiziati, egli fu risparmiato e condannato a cinque anni di lavori forzati, una condanna inizialmente eseguita in isolamento nella prigione di Stanley e poi in un carcere di Canton. Dopo la resa del Giappone, nell'agosto 1945, fu liberato e
ritornò in servizio attivo nell'esercito. Tuttavia, lasciò Hong Kong nell'ottobre 1945 e salpò su una nave per gli Stati Uniti, dove si sposò con la scrittrice freelance americana Emily Hahn subito dopo il suo arrivo a New York. Nel gennaio 1946 egli tornò in Giappone come membro della British Far Eastern Commission, diretta dal suo amico George Sansom, ricoprendo tale incarico fino all'anno successivo, ed a differenza di molti ex prigionieri di guerra, egli non provava per l'ex nemico ostilità o spirito di vendetta. La sua collezione di libri rari, incentrata sugli imperi coloniali olandese e portoghese, era ben conosciuta nell'Asia Orientale tanto da essere sequestrata dai giapponesi per la Biblioteca Imperiale di Tokyo, me egli riuscì a recuperarne la maggior parte nel corso del 1946. Gli oltre mille libri, per lo più rari, vennero ritrovati presso una biblioteca e un museo a Ueno, ancora imballati con il suo nome sulle scatole. Nel 1947 la biblioteca era stata trasferita in Gran Bretagna. Nel 1947 Charles R. Boxer acquistò da Giles Fox-Strangways, VI conte di Ilchester, il manoscritto illustrato che in seguito sarebbe stato conosciuto con il nome di Codice Boxer. Riconosciutane l'importanza, Charles R. Boxer pubblicò nel 1950 un'approfondita descrizione dell'opera, rendendo inoltre disponibile il Codice ad altri studiosi. Il Codice Boxer è attualmente custodito presso la Lilly Library dell'Indiana University a Bloomington.
Charles R. Boxer lasciò il servizio attivo con il grado di maggiore nel 1947, quando il King's College London gli offrì la sua "Camões Chair of Portuguese", un incarico fondato e cofinanziato da Lisbona, e, all'epoca, l'unica cattedra di quel tipo nel mondo anglosassone, che ricoprì sino al 1967. Durante questo periodo, la School of Oriental and African Studies dell'Università di Londra lo nominò suo primo professore di Storia dell'Estremo Oriente, ricoprendo quel posto per due anni dal 1951 al 1953. In quegli anni diede alle stampe The Christian Century in Japan, 1549-1650, un volume in cui veniva analizzata in dettaglio la violenta repressione del cristianesimo in Giappone, in cui furono crocifissi centinaia di missionari e convertiti cristiani e per buona misura si giustiziò anche una delegazione di inviati dall'enclave portoghese di Macao. Sono da citare altri due libri da lui scritti in quel periodo. Il primo è Fidalgos in the Far East 1550-1770, opera che comprende quindici saggi su Macao, molti dei quali riguardano le attività portoghesi in Giappone. Uno è intitolato The Great Ship from Amacon. Il secondo è The Great Ship from Amacon: Annals of Macao and the Old Japan Trade, 1555-1640, che tratta del commercio della seta tra Cina meridionale e Giappone, basato su documenti tratti dagli archivi di Goa, Lisbona, L'Aia e fonti giapponesi.
Nel 1962 tenne una serie di conferenze sulle relazioni razziali nell'Impero portoghese in cui, contrariamente alla propaganda del governo portoghese, sosteneva che, come altri imperi europei, il sistema imperiale portoghese era razzista. Queste conferenze furono pubblicate sotto forma di libro e suscitarono forti proteste in Portogallo, dove fu attaccato con rabbia e dispetto, e di conseguenza divenne persona non grata in Portogallo. Fu un forte sostenitore di quei portoghesi che si opponevano al regime di António de Oliveira Salazar.
Dopo essersi ritirato dall'Università di Londra nel 1967, fu nominato professore emerito presso l'Università dell'Indiana, dove lavorò anche come consulente per la Lilly Library situata nel suo campus a Bloomington, nell'Indiana. Dal 1969 al 1972 ebbe una cattedra personale sulla storia dell'espansione europea all'estero presso l'Università di Yale.
Si spense a St Albans, nell'Hertfordshire, all'età di 96 anni, il 27 aprile 2000. Era sposato con la signora Ursula Norah Anstice Tulloch, comunemente definita la più bella donna di Hong Kong, quando incontrò ed ebbe una relazione con Emily Hahn, corrispondente cinese del The New Yorker, che a sua volta aveva una relazione con uno dei principali intellettuali cinesi, Shao Xunmei. Nel 1945 sposò la Hahn, dalla quale ebbe due figlie, Carola e Amanda Boxer.  Nel corso della sua carriera fu insignito dei titoli di dottore honoris causa presso l'Università di Utrecht (1950), l'Università di Lisbona (1952), l'Università federale di Bahia (1959), l'Università di Liverpool (1966), l'Università di Hong Kong (1971), l'Università di Peradeniya (1980), Membro dell'Accademia britannica (1957) e dell'Accademia di Cina, Taiwan. Decorato con la Medaglia d'oro dell'Instituto Histórico e Geográfico Brasileiro (1986) e della Caird Medal del National Maritime Museum di Greenwich (1989).

## Pubblicazioni
- A Portuguese Embassy to Japan (1644-1647). Translated from an Unpublished Portuguese Ms. etc, Kegan Paul, 1928.
- Jan Compagnie in Japan, 1660-1817. An Essay, Martinus Nijhoff, 1936.
- Fidalgos in the Far East, 1550-1770. Fact and Fancy in the History of Macao, Martinus Nijhoff, 1948.
- The Christian Century in Japan, 1549-1650, University of California, 1951.
- Salvador de Sá and the Struggle for Brazil and Angola, 1602-1686, Athlone Press, 1952.
- South China in the Sixteenth Century (1550-1575), Hakluyt Society, 1953.
- The Dutch in Brazil, 1624-1654, Clarendon Press, 1957.
- The Great Ship from Amacon: Annals of Macao and the Old Japan Trade, 1555-1640, Centro de Estudos Históricos Ultramarinos, 1959.
- The Tragic History of the Sea, 1589-1622, Hakluyt Society, 1959.
- The Colour Question in the Portuguese Empire, 1415-1825, OUP, 1961.
- The Golden Age of Brazil, 1695-1750: Growing Pains of a Colonial Society, University of California, 1962.
- The Dutch Seaborne Empire, 1600-1800, Hutchinson, 1965.
- Portuguese Society in the Tropics: Municipal Councils of Goa, Macao, Bahia and Luanda, 1510-1800, University of Wisconsin, 1965.
- Francisco Vieira de Figueiredo: A Portuguese Merchant-Adventurer in South-East Asia, 1624-1667, Martinus Nijhoff, 1967.
- Some Literary Sources for the History of Brazil in the Eighteenth Century. The Taylorian Lecture delivered 9 May 1967, Clarendon Press, 1967.
- Further Selections from The Tragic History of the Sea, 1559-1565, Hakluyt Society, 1968.
- The Portuguese Seaborne Empire, 1415-1825, Hutchinson, 1969.
- Mary and Misogyny: Women in Iberian Expansion Overseas 1415-1815. Some Facts, Fancies and Personalities, Oxford University Press, Duckworth, 1975.
- The Church Militant and Iberian Expansion, 1440-1770, Johns Hopkins University, 1978.
- Portuguese India in the Mid-Seventeenth Century, OUP, 1980.
- From Lisbon to Goa, 1500-1750: Studies in Portuguese Maritime Enterprise, Routledge, 1984.
- Portuguese Merchants and Missionaries in Feudal Japan, 1543-1640, Routledge, 1986.
- Dutch Merchants and Mariners in Asia, 1602-1795, Routledge, 1988.

### Annotazioni
1. ↑  Da parte di padre era discendente di un'illustre famiglia britannica che aveva prestato servizio in posizioni di comando in ogni guerra britannica dalla Rivoluzione francese. Il padre di Boxer prestò servizio nel Royal Lincolnshire Regiment e nel corso della prima guerra mondiale rimase ucciso nel corso della seconda battaglia di Ypres nel 1915.
2. ↑  La famiglia di sua madre proveniva dalla Scozia. I suoi antenati divennero bovinicoltori nella Tasmania del XIX secolo e in Australia.
3. ↑  Il libro trattava con paericolare enfasi gli sforzi compiuti dai gesuiti che ammirava per la loro etica, intelligenza e coraggio, ma anche dai loro rivali francescani, che furono tra i primi martiri cristiani in Giappone. Il libro ricevuto elogi degli specialisti statunitensi dell'Estremo Oriente, tra cui Edwin O. Reischauer e Kenneth Scott Latourette.

### Fonti
1. 1 2 3 4 5 6  The Guardian.
2. 1 2 3 4 5 6 7 8 9 10 11 12  Alden 2001, p. 152.
3. 1 2  Alden 2001, p. 151.
4. 1 2 3 4 5 6  Plumsite.
5. 1 2 3 4 5 6 7  Portugal Resident.
6. ↑  Notes on a Visit to Japan during June-July, 1939, 15 July 1939 (Copy No. 2), Great Britain, Public Records Office, FO371/23573.
7. 1 2 3 4 5 6 7  Alden 2001, p. 153.
8. 1 2 3 4  Alden 2001, p. 154.
9. 1 2 3  Alden 2001, p. 155.